# 勒内·蒂拉尔
勒内·蒂拉尔（法語：René Tirard，1899年7月20日—1977年8月12日），法国男子田径运动员，主攻短跑。他曾代表法国参加1920年夏季奥林匹克运动会田径比赛，获得男子4×100米接力银牌。